# Peter Masters
Peter Masters (Estados Unidos, 1940) es un teólogo, misionero, escritor, erudito bíblico y predicador calvinista estadounidense conocido por haber sido el ministro del Tabernáculo Metropolitano ( Spurgeon's ) en el centro de Londres desde 1970.  Él comenzó el Evangelical Times , el periódico conservador evangélico mensual. Dirige la Escuela de Teología, una conferencia cristiana anual para pastores y trabajadores cristianos.

## Biografía
Peter Masters nació en Estados Unidos, en  1940 Inició el Seminario Reformado de Londres en 1976 y dirige los estudios adicionales de pastores y aspirantes a pastores en el seminario adjunto del Tabernáculo. El seminario estuvo en línea desde 2011.  Sus sermones se han transmitido en el Reino Unido desde 2003 en el canal Sky UCB con hasta siete transmisiones por semana. En 2013 se transfirió al canal Sky Revelation TV, se transmite todos los sábados por la noche a las 8 pm. Estas transmisiones incluyen un sermón del Dr. Masters y un artículo de disculpa o biográfico que lo acompaña. Los canales actuales del Reino Unido son Sky Channel 581, Freeview HD Channel 241 y Freesat Channel 692. Los programas también son transmitidos por varias estaciones de radio en el extranjero, incluidas las de Estados Unidos y Nueva Zelanda.

## Énfasis ministerial distintivo

### La necesidad de la predicación regular del Evangelio
Ha cabildeado repetidamente por la necesidad de discursos evangelísticos distintivos y frecuentes, y lamentó la pérdida de este deber básico entre los ministros evangélicos.  Su propia iglesia tiene un servicio evangelístico específico a las 6.30 pm los domingos.

### Separatismo
Al llamar a otros ministros a recordar y considerar la Controversia de la degradación , Peter Masters ha abogado por el deber de separación ministerial de las iglesias que han desertado de los preceptos básicos de la doctrina evangélica histórica, como la necesidad de la regeneración, la justificación por fe sin obras o la infalibilidad. y la suficiencia de la Biblia para el gobierno de la iglesia.  En esto ha repetido el llamado de Martyn Lloyd-Jones , en su controversia con John Stott , a separarse de las iglesias no evangélicas, y siguió la tradición de EJ Poole-Connor , el fundador original de la Comunidad de Iglesias Evangélicas Independientes .

### Movimiento carismático
Se ha opuesto y desafiado la enseñanza del Movimiento Carismático de que los dones de señales del Nuevo Testamento aún existen, argumentando que la Biblia contiene la promesa de que es suficiente y completa, lo que hace que la nueva revelación sea redundante y peligrosa.  Esta posición ha sido descrita como cesacionista . Por los mismos motivos, ha criticado las afirmaciones del don de la curación milagrosa como espurio, carente de credibilidad y, a veces, oculto.

### Creacionista de la Tierra Joven
Se opone a la teoría de la evolución de Darwin , que algunos evangélicos han visto históricamente como una forma de propaganda humanista,  y como una doctrina vista como totalmente en desacuerdo con los primeros libros de la Biblia. Ayudó a fundar la Asociación Científica de Newton y ha apoyado conferencias y charlas que examinan las debilidades de la teoría de la evolución.

### Acerca de su obra
Es autor de 28 libros, que se han traducido al menos a otros 28 idiomas, estos incluyen árabe, amárico, bielorruso, chino, holandés, francés, alemán, griego, húngaro, hindi, indonesio, coreano, lituano, maltés, nepalí, persa , polaco, portugués, rumano, ruso, serbio, shona, eslovaco, español, Tamil, telugu y urdu, también  Edita la revista internacional 'Sword & Trowel' (iniciada por Charles Spurgeon en 1865).

## Obras publicadas
- Epidemia curativa , 1988 ( ISBN  978-1-870855-00-6 )
- Necesidad de las escuelas dominicales: en esta era poscristiana , 1992 ( ISBN 978-1-870855-13-6 )
- ¿Deben beber los cristianos ?: El caso de la abstinencia total , 1992 ( ISBN 978-1-870855-12-9 )
- Estrategias bíblicas para el testimonio , 1994 ( ISBN 978-1-870855-18-1 )
- Solo un bautismo del Espíritu Santo , 1995 ( ISBN 978-1-870855-17-4 )
- La Confesión de Fe Bautista 1689: O, la Segunda Confesión de Londres con Pruebas de las Escrituras , edición revisada, 1998 ( ISBN 978-1-870855-24-2 )
- ¿Tenemos una política ?: Política de diez puntos de Paul para la salud y el crecimiento de la iglesia , 2002 ( ISBN 978-1-870855-30-3 )
- Adoración en el crisol , 2002 ( ISBN 978-1-870855-33-4 )
- Médicos de las Almas: Ministerio del Evangelio , 2002 ( ISBN 978-1-870855-34-1 )
- El modelo de oración del Señor , 2003 ( ISBN 978-1-870855-36-5 )
- Las reglas de Dios para la santidad: desbloqueando los diez mandamientos , 2003 ( ISBN 978-1-870855-37-2 )
- Hombres de propósito , última edición, 2003 ( ISBN 978-1-870855-41-9 )
- Patrimonio de la evidencia: en el Museo Británico , 2004 ( ISBN 978-1-870855-39-6 )
- El amor mutuo de Cristo y su pueblo , 2004 ( ISBN 978-1-870855-40-2 )
- No como cualquier otro libro: Interpretación de la Biblia , 2004 ( ISBN 978-1-870855-43-3 )
- La conquista de Josué: ¿fue moral? ¿Y qué nos dice hoy? 2005 ( ISBN 978-1-870855-46-4 )
- Triunfo misionero sobre la esclavitud: William Knibb y la emancipación de Jamaica , 2006 ( ISBN 978-1-870855-53-2 )
- La fe, grandes verdades cristianas , 2006 ( ISBN 978-1-870855-54-9 )
- Hombres del destino , sexta edición, 2008 ( ISBN 978-1-870855-55-6 )
- Pasos para la orientación en el viaje de la vida , 2008 ( ISBN 978-1-870855-66-2 )
- Membresía de la iglesia en la Biblia, 2008 ( ISBN 9781870855648 )
- Fe, dudas, pruebas y seguridad , 2006, ( ISBN 9781870855501 )
- Dominio mundial: la gran ambición del reconstruccionismo [una crítica], 1990, ( ISBN 978-1-870855-167 )
- Salmos e himnos de adoración reformada (editor), 1991
- La vida espiritual personal , 2013 ( ISBN 9781908919205 )
- La ilusión carismática , 2016 ( ISBN 9781908919700 )
- Fenómeno carismático , junio de 1988 ( ISBN 978-1-870855-01-3 )
- La biblioteca del predicador, 1979 ( ISBN 0-906356016 )
- Recuerde a los prisioneros, 1986 ( ISBN 0-8024-7388-1 )